# Max Buri

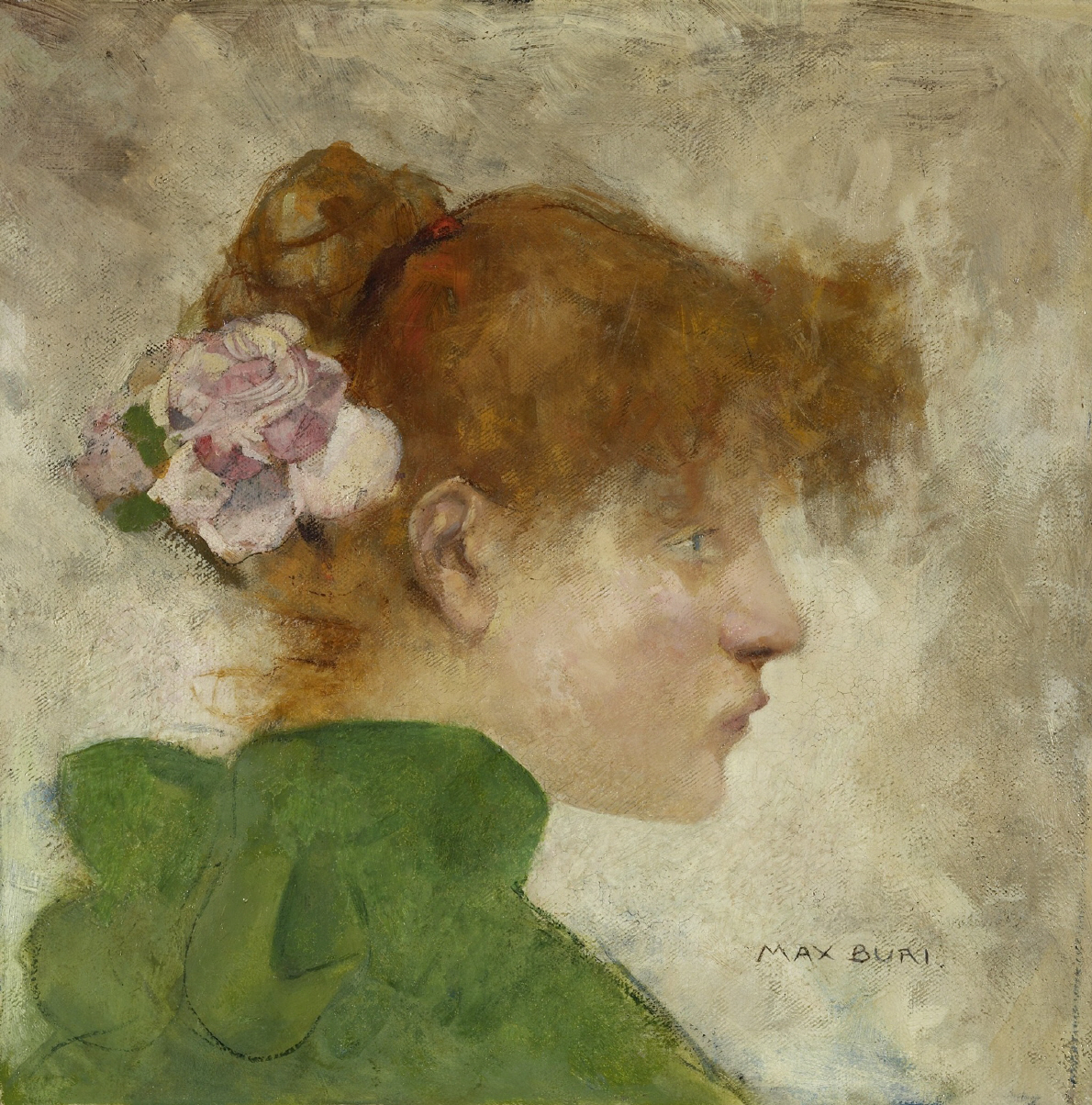
Junge Frau mit roten Haaren, olieverf op doek, 42x42 cm.

Max Buri (Burgdorf, 24 juli 1868 - Interlaken, 21 mei 1915) was een Zwitsers kunstschilder.

## Biografie
Max Buri studeerde in München en in Parijs, aan de Académie Julian. Hij was bevriend met de invloedrijke Zwitserse schilder Ferdinand Hodler. Hij vervaardigde voornamelijk schilderijen van Zwitserse boeren en kleurrijke landschappen.
- Bibliothèque nationale de France: cb14970839z (data)
- Gemeinsame Normdatei: 118517686
- Historisch woordenboek van Zwitserland: 021995
- International Standard Name Identifier: 0000 0000 6660 2865
- Library of Congress Control Number: n82106519
- RKD-Nederlands Instituut voor Kunstgeschiedenis: 14245
- SIKART: 4022828
- Système universitaire de documentation: 134204271
- Union List of Artist Names: 500006223
- Virtual International Authority File: 10120937
- WorldCat: E39PBJy48hCDDFYmQH6BGGWqwC